# Józef Wacław I Liechtenstein
Józef Wacław I, właśc. Josef Wenzel I. Lorenz von Liechtenstein (ur. 9 sierpnia 1696 w Pradze, zm. 10 lutego 1772 w Wiedniu) – książę Liechtensteinu od 22 grudnia 1748 do 10 lutego 1772, książę tytularny w latach 1712-1718, austriacki marszałek polny i generalissimus, strateg wojskowy, dyplomata i kolekcjoner sztuki.

## Życiorys
Józef Wacław Laurenty urodził się 9 sierpnia 1696 roku w Pradze jako syn Filipa Erazma Liechtensteina i jego żony Krystyny Teresy, hrabiny Löwenstein-Wertheim. Jego ojciec był austriackim marszałkiem polnym i zginął w bitwie pod Castelnuovo w Lombardii w 1704 roku. Po śmierci ojca Józef Wacław trafił pod opiekę dwóch praskich książąt – Waltera von Dietrichsteina i Maksymiliana von Kaunitz i wychowywał się w Pradze. Podobnie jak ojciec po osiągnięciu dorosłości rozpoczął karierę wojskową.

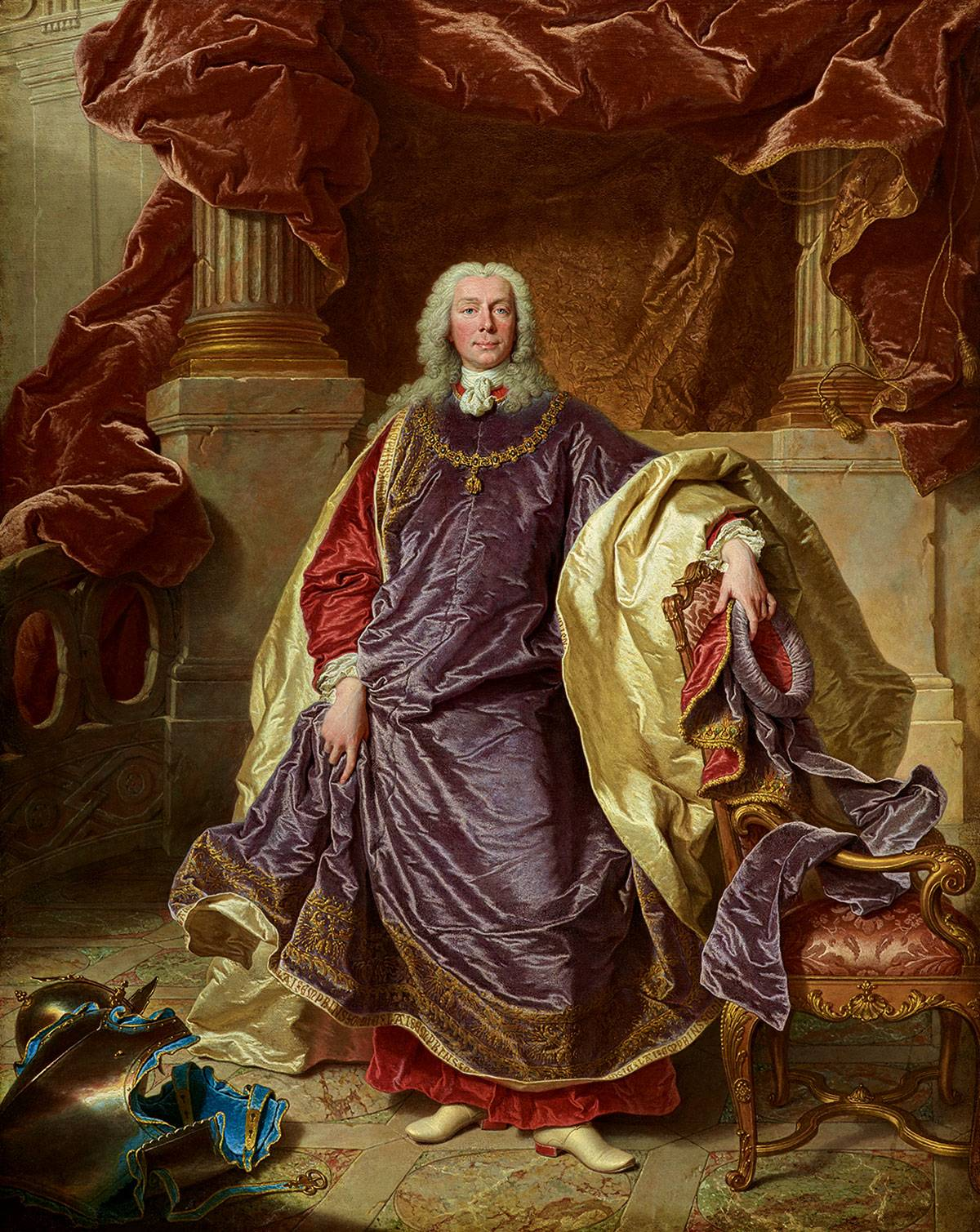
Portret Józefa Wacława I pędzla Hyacinthe'a Rigauda (1740).

### Spór o sukcesję z Antonim Florianem
W młodości Józef Wacław uczestniczył w jednym z największych sporów sukcesyjnych w historii Liechtensteinów. 16 czerwca 1712 roku bezdzietnie zmarł Jan Adam I – wnuk i ostatni bezpośredni potomek Karola I, któremu w 1608 roku arcyksiążę Maciej Habsburg nadał tytuły książęce. Karol I miał dwóch braci, którym również zostały nadane tytuły książęce – Maksymiliana i Gundakera. Pierwszy z nich nie doczekał się dziedzica, zatem dziedzictwo przeszło na potomków Gundakera. Jeden jego syn – Hartmann, dożył dorosłości i doczekał się dwóch synów: Antoniego Floriana i Filipa Erazma, a więc ojca Józefa Wacława. Zgodnie z genealogią tytuły i olbrzymi majątek powinien trafić do Antoniego Floriana, jednak, w związku z niechęcią do kuzyna, Jan Adam I postanowił zdecydowaną większość majątku wraz z dobrami Vaduz i Schellenberg przepisać na piętnastoletniego wówczas Józefa Wacława. Rozpoczął się kilkuletni spór, podczas którego Antoni Florian chciał odzyskać należny mu majątek. Ostatecznie do porozumienia między wujem i bratankiem doszło 12 marca 1718 roku, kiedy Józef Wacław zrzekł się odziedziczonych dóbr, w zamian za co otrzymał odprawę w postaci 250 000 guldenów oraz posiadłości Rumburg.
Symbolicznym zażegnaniem sporu wewnątrz rodziny było również zawarcie małżeństwa ze swoją kuzynką i córką Antoniego Floriana – Marią Anną. Ceremonia miała miejsce 1 maja 1718 roku, a para doczekała się pięciorga dzieci, w tym jednego syna, jednak wszystkie zmarły w wieku niemowlęcym.

### Kariera wojskowa i regencja
Młody książę szybko rozwijał swoją karierę wojskową, co było możliwe dzięki jego pochodzeniu, talentowi, ale również wsparciu wieloletniego przyjaciela ojca i księcia Sabaudii – Eugeniusza. W 1716 został podporucznikiem (niem. Leutnant) w pułku dragonów. W 1717 roku uczestniczył jako kapitan (niem. Hauptmann) w bitwie pod Petrovaradinem w ramach kampanii Eugeniusza Sabaudzkiego przeciwko Turkom. W 1725 w randze podpułkownika (niem. Oberstleutnant) przejął dowodzenie nad pułkiem dragonów, którym dowodził do końca kariery, a który po rozwiązaniu był nazywany „Liechtenstein”. W 1730 został pułkownikiem (niem. Oberst), a w 1734 zostały mu nadane stopnie generalskie Generalmajor i Feldmarschalleutnant.
17 grudnia 1732 zmarł książę Józef Jan – jedyny syn Antoniego Floriana, który dożył wieku dorosłego i rządził majątkiem po śmierci ojca. Pozostawił on po sobie jednego syna – Jana Nepomucena Karola, który w momencie jego śmierci miał zaledwie sześć lat. W związku z nieletniością księcia faktyczną władzę w charakterze regenta przejął jego najbliższy męski krewny – Józef Wacław. Władzę regencyjną sprawował do osiągnięcia przez Jana Nepomucena Karola pełnoletniości, co nastąpiło 6 lipca 1745 roku.

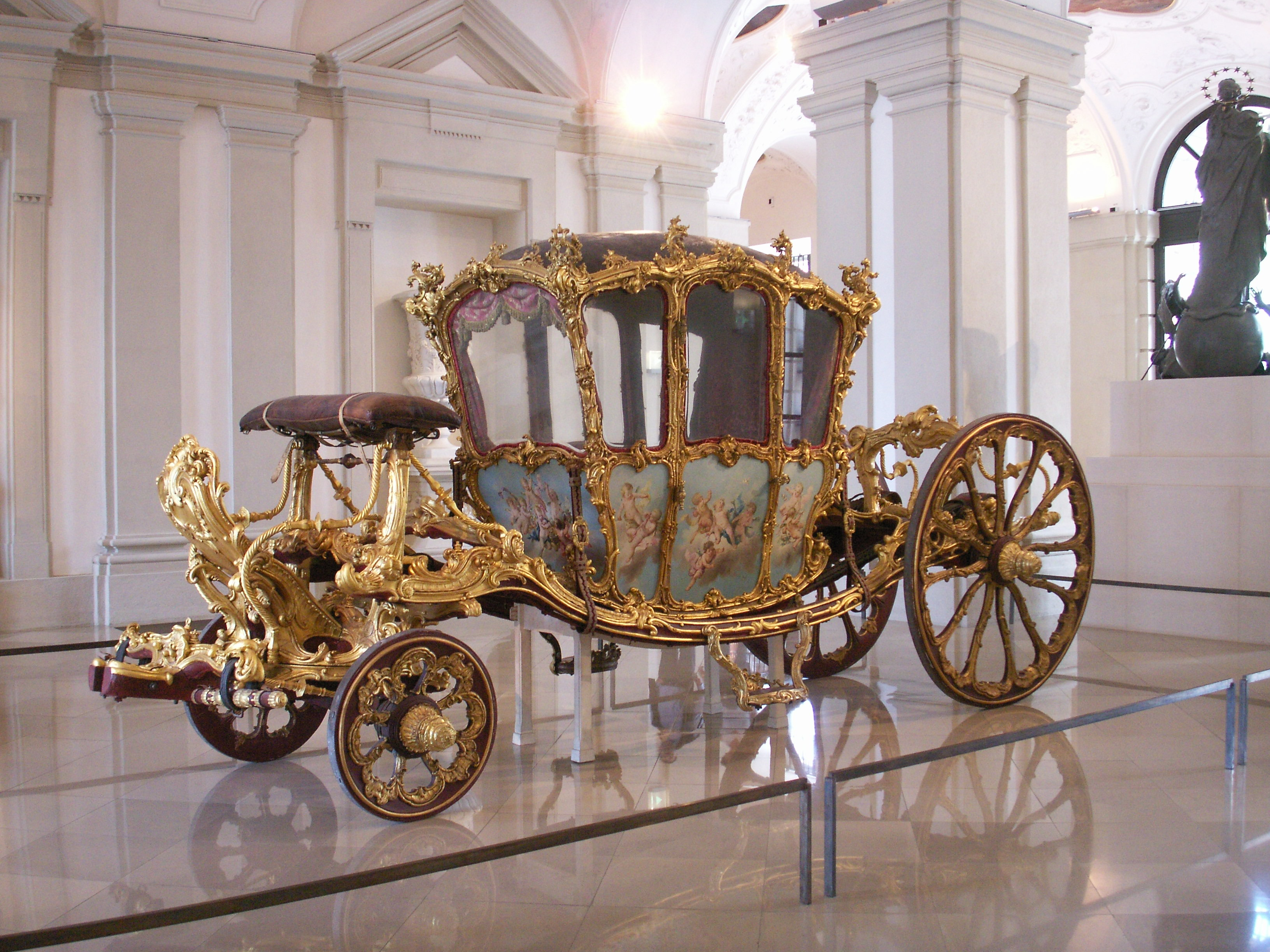
Złoty powóz Józefa Wacława I (1738) na ekspozycji w Pałacu Ogrodowym w Wiedniu.

### Działalność dyplomatyczna i modernizacja artylerii austriackiej
W latach 1735–1741 prowadził działalność dyplomatyczną najpierw jako poseł cesarza Karola VI na dworze Fryderyka Wilhelma I w Berlinie (1735–1736), a potem jako ambasador cesarza na dworze Ludwika XV w Wersalu (1737–1741). Na przybycie do Wersalu książę nakazał wykonanie pięciu pozłacanych powozów, z których jeden zachował się do dziś w posiadaniu Liechtensteinów i jest udostępniony w ramach ekspozycji w Pałacu Ogrodowym w Wiedniu. Za zasługi wojskowe i dyplomatyczne dla dworu cesarskiego został uhonorowany 12 grudnia 1739 przez Karola VI Orderem Złotego Runa. Z tej okazji zlecił wykonanie dwóch portretów, które namalował Hyacinthe Rigaud.

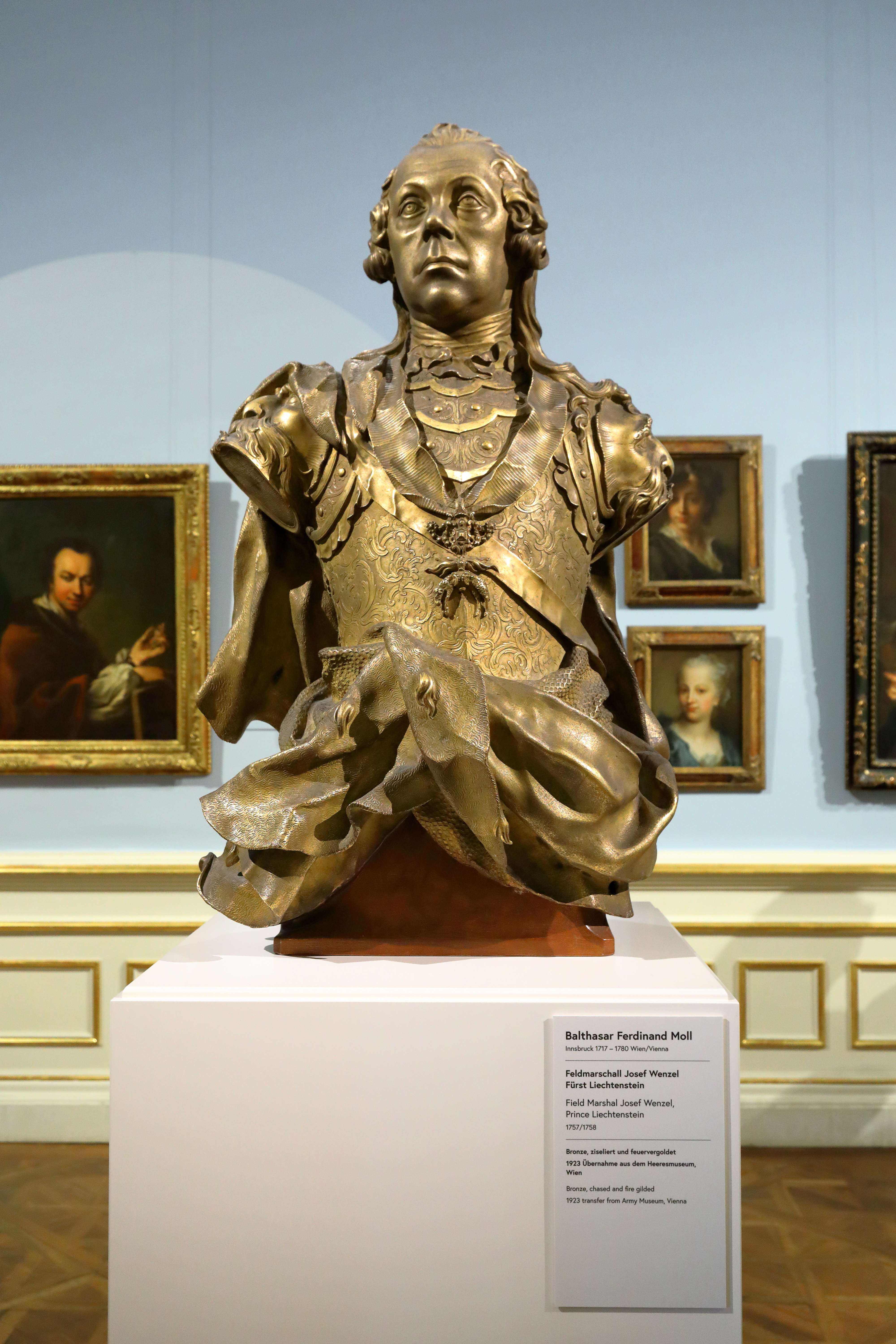
Popiersie Józefa Wacława I (1758) w Wiedniu wykonane przez Balthasara Ferdinanda Molla.

Powrócił do wojska w 1741 i brał udział w wojnie o sukcesję austriacką, w której walczył po stronie Marii Teresy. Podczas wojny w 1744 został dowódcą armii austriackiej na Morawach oraz generalnym dyrektorem (niem. Generaldirektor) całej austriackiej artylerii. 12 maja 1745 został marszałkiem polnym, a 8 września tego samego roku generalissimusem armii cesarskiej we Włoszech. 16 czerwca 1746 roku dowodził w zwycięskiej bitwie pod Piacenzą. W 1753 został mianowany dowódcą armii austriackiej na Węgrzech. Poprowadzona przez niego modernizacja austriackiej artylerii znacznie przyczyniła się do zwycięstwa w pod Kolinem w 1757 i pod Hochkirch w 1758. Za zasługi dla austriackiej artylerii zlecono wykonanie jego popiersia z pozłacanego brązu, które zostało wykonane w 1757 przez jednego z najsławniejszych wówczas wiedeńskich rzeźbiarzy Balthasara Ferdinanda Molla.
22 grudnia 1748 w wieku zaledwie 24 lat zmarł bezdzietnie Jan Nepomucen Karol. Po jego śmierci zarząd nad całym majątkiem Liechtensteinów trafił ponownie do Józefa Wacława.

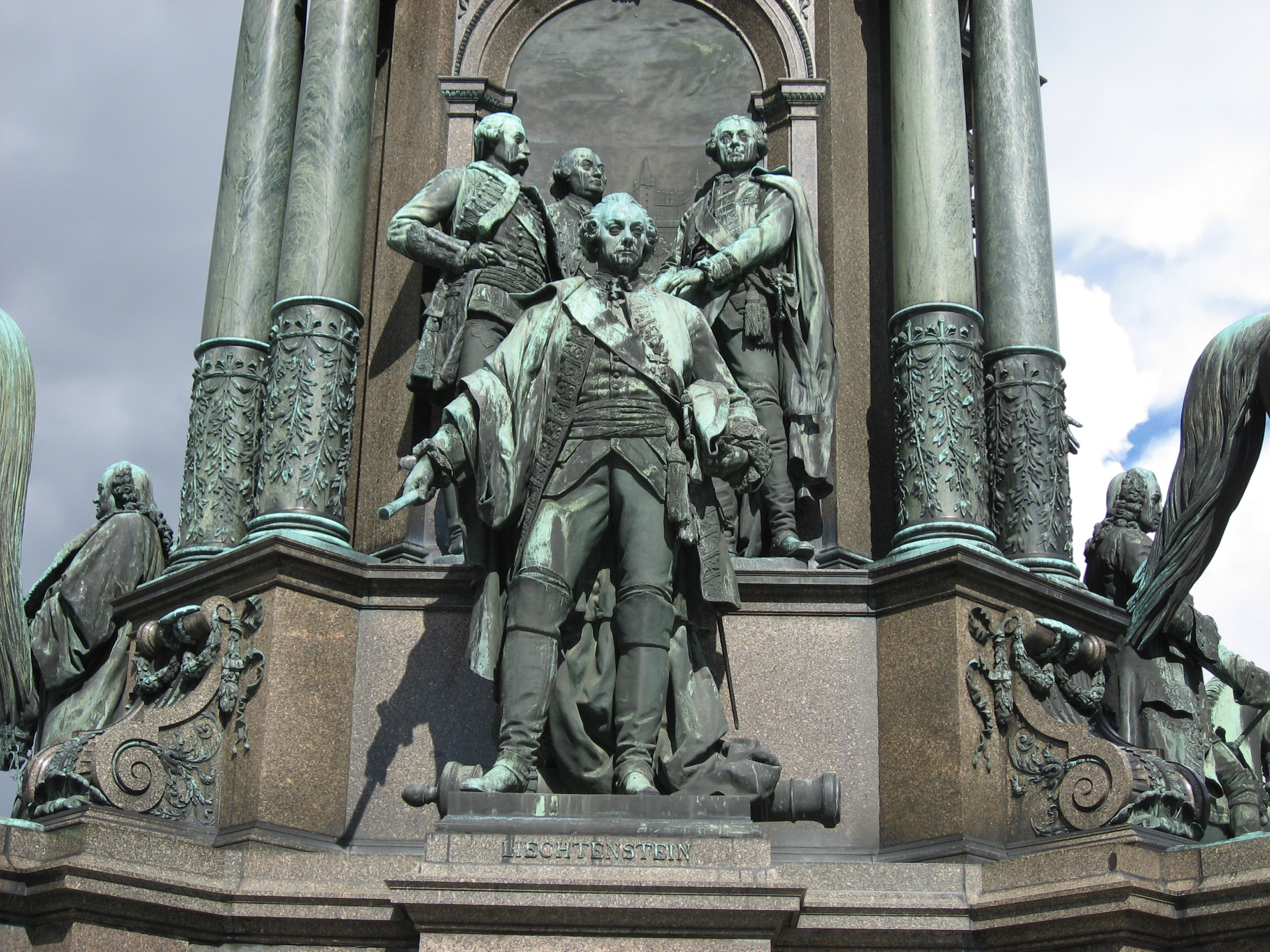
Statua Józefa Wacława I na pomniku Marii Teresy w Wiedniu.

### Końcowe lata życia
Józef Wacław cieszył się dużym zaufaniem dworu cesarskiego w Wiedniu. W 1760 na życzenie Marii Teresy udał się do Parmy z misją sprowadzenia do Wiednia Izabeli Marii Parmeńskiej, wybranki następcy austriackiego tronu arcyksięcia Józefa. W 1764 udał się do Frankfurtu nad Menem, gdzie jako najwyższy komisarz cesarski uczestniczył w kolejnej misji, której celem były przygotowania do wyboru Józefa II na cesarza rzymskiego. W uznaniu zasług dla dworu 15 listopada 1765 został odznaczony przez Marię Teresę Krzyżem Wielkim Orderu Świętego Stefana.
Na przestrzeni lat Józef Wacław interesował się również sztuką i powiększył bogate zbiory obrazów odziedziczone po Janie Adamie I, zakupując i zamawiając obrazy m.in. takich twórców jak Pompeo Batoni, Jean Chardin, Giovanni Canal i Bernardo Bellotto. W 1767 na zlecenie księcia wydano pierwszy katalog zbiorów sztuki Liechtensteinów, w którym znalazło się 501 obrazów i 186 rzeźb.
Książę Józef Wacław I zmarł po wieloletniej chorobie 10 lutego 1772 w Wiedniu, nie pozostawiając męskiego potomka. Majątek i tytuł książęcy przeszedł na Franciszka Józefa, syna Emanuela, młodszego brata Józefa Wacława i najmłodszego syna Hartmanna.